# Gnophos snelleni
Gnophos snelleni là một loài bướm đêm trong họ Geometridae.